# 2025年苏丹空军安东诺夫An-26坠毁事件
2025年2月25日，一架苏丹空军安东诺夫An-26型航机从瓦迪塞德纳空军基地起飞后不久坠毁在恩图曼的一个居民区。已确认至少有46人在事故中遇难。

## 背景
自2023年4月以来，苏丹军队一直与准军事快速支援部队发生冲突，导致大规模人道主义危机。截至2025年2月，据估计已有近1300万人流离失所。
苏丹的航空安全记录被认为较差，主要原因是维护不善和飞机老化。

## 乘客和机组
据报道，这架An-26内载有数名苏丹武装部队高级军官、机组人员和平民。当时该机正飞往苏丹港。机上乘客包括高级指挥官、前首都喀土穆部队指挥官巴尔·艾哈迈德少将和高级军官阿瓦德·阿尤布中校。

## 事故和搜救
当地时间20:40左右，这架飞机从瓦迪塞德纳空军基地起飞后不久坠毁在恩图曼Al - Iskan地区的一所房屋内。目击者称，飞机在坠落并起火前飞行高度相对较低。军方消息人士告诉路透社，失事原因可能是技术故障。
据报道，地面上有29名平民在坠机事故中丧生，坠机现场附近的居民住宅也被破坏。死者中包含妇女和儿童。坠机还导致附近街区停电。另有10人受伤。
苏丹卫生部表示，搜救工作正在进行中。消防队员已扑灭现场的火势。